# Oblewo (kolonia)
Oblewo – kolonia w Polsce położona w województwie warmińsko-mazurskim, w powiecie piskim, w gminie Biała Piska.
W latach 1975–1998 miejscowość administracyjnie należała do województwa suwalskiego.